# Хвостатые лягушки
Хвостатые лягушки (лат. Ascaphus) — род бесхвостых земноводных, единственный в семействе Ascaphidae.

## Описание
Общая длина представителей этого рода колеблется от 3 до 5 см. Наблюдается некоторый половой диморфизм: передние и задние конечности у самцов длиннее и толще, чем у самок. Глаза большие с вертикальными зрачками. В течение всей жизни у них сохраняются рёбра и в тазовом поясе есть предлобковый хрящ. Предгрудины нет, а небольшая грудина — хрящевая. Лёгкие небольшие, но кожа богата кровеносными сосудами и является основным органом дыхания. У этих лягушек отсутствует среднее ухо и евстахиевы трубы. Кожа может быть гладкой или покрытой редкими бородавками. Пальцы передних конечностей длинные и тонкие, абсолютно свободны от перепонок. На задних конечностях пальцы соединены перепонкой только в основе. Брачные мозоли самцов располагаются на внутренней стороне первого пальца, на предплечье, а у некоторых особей даже на плечах.
Наличие видимого «хвостового» придатка делает этот род отличным от всех других лягушек. «Хвост» длиной 3—5 мм встречается только у самцов и, на самом деле, является частью клоаки, используемой для оплодотворения самки во время спаривания. Эта анатомическая особенность сводит к минимуму потерю спермы в турбулентных, быстрых потоках, в которых обитают данные амфибии. Таким образом, в отличие от других лягушек, у этих земноводных внутреннее оплодотворение, а не внешнее. У самки хвоста нет, а есть только короткая, малозаметная анальная трубка.
Окраска бурая, поверхность тела неравномерно покрыта чёрными пятнами, по бокам головы есть бурые продолговатые околоушные железы. Между глазами зелёная или жёлтая полоса, морда зеленоватая или рыжевато-коричневая. Брюхо желтовато-белого цвета.

## Образ жизни
Живут, в основном, в быстрых, холодных реках. Большую часть жизни хвостатые лягушки проводят в ручьях, прячась под камнями. Держатся поодиночке. Изредка, после периода сильных дождей, оставляют ручей и выходят на сушу, в лес.

## Размножение
Половая зрелость наступает в 7—8 лет. Период размножения длится с мая до октября. Самцы хвостатых лягушек не устраивают «брачных концертов». Самец активно разыскивает самку, ползая по дну ручья. Встретившись с ней, он обхватывает её впереди задних лап, в паховой области.
Самки удерживают полученную в начале осени сперму до следующего лета, и только затем откладывают от 30 до 50 бесцветных икринок на нижней стороне крупных камней в русле реки. Икра развивается около месяца. В фазе головастика пребывают очень долго — от одного до четырёх лет. Рот головастиков является присоской, благодаря которой они прикрепляются к камням и соскабливают с их поверхности водоросли. Нередко, как пиявки, крепко присасываются к ногам купальщиков.
Контуры тела головастиков имеют клиновидную форму, хвост у них длинный, хвостовой гребень низкий и никогда не простирается на тело. Дыхательное отверстие находится на нижней стороне тела, около анального отверстия. Окраску головастиков тёмное, тело испещрено пятнами. Хвост по цвету не отличается от тела, его кончик — белый. Рот очень большой, круглый, на верхней губе 2—3, на нижней — 7—10 непрерывных рядов губных зубов. С помощью больших губ головастики прикрепляются к камням и соскабливают с их поверхности водоросли.

## Распространение
Ареал рода охватывает северо-запад США и юго-запад Канады. В частности, населяют канадскую провинцию Британская Колумбия и американские штаты Вашингтон, Орегон, Калифорния, Айдахо и Монтана.

## Классификация
На январь 2023 в род включают 2 вида:
- Ascaphus montanus Mittleman & Myers, 1949
- Ascaphus truei Stejneger, 1899 — Гладконог, или хвостатая лягушка[1]